# Honkinen (ö i Kehys-Kainuu, lat 64,09, long 29,70)
Honkinen är en ö i Finland. Den ligger i sjön Lammasjärvi och i kommunen Kuhmo i den ekonomiska regionen  Kehys-Kainuu  och landskapet Kajanaland, i den centrala delen av landet, 500 km nordost om huvudstaden Helsingfors. Öns area är 9,1 hektar och dess största längd är 1 kilometer i öst-västlig riktning.